# 군자정 (정읍시)
군자정(君子亭)은 대한민국 전북특별자치도 정읍시, 고부리 지방의 남쪽에 위치하고 있는 정자로 예로부터 고부마을의 운세와 얽혀있는 설화가 전해오는 연정이다. 1990년 6월 30일 전라북도의 유형문화재 제133호로 지정되었다.

## 참고 자료
- 군자정 - 국가유산청 국가유산포털